# Punta Hermosilla
Punta Hermosilla ist eine blanke, felsige Landspitze von Greenwich Island im Archipel der Südlichen Shetlandinseln. Sie liegt zwischen dem Canto Point und Punta Troncoso am nordwestlichen Ende der Discovery Bay.
Wissenschaftler der 1. Chilenischen Antarktisexpedition (1946–1947) benannten die Landspitze nach Francisco Hermosilla H., der als Fotograf an dieser Forschungsreise beteiligt war.